# Bald Knob, Arkansas
Bald Knob là một thành phố thuộc quận White, tiểu bang Arkansas, Hoa Kỳ. Năm 2010, dân số của thành phố này là 2897 người.

## Dân số
- Dân số năm 2000: 3210 người.
- Dân số năm 2010: 2897 người.